# Machnjowo
Machnjowo (russisch Махнёво) ist eine Siedlung städtischen Typs in der Oblast Swerdlowsk in Russland mit 3399 Einwohnern (Stand: 14. Oktober 2010).

## Geographie
Der Ort liegt knapp 200 km Luftlinie nordnordöstlich des Oblastverwaltungszentrums Jekaterinburg und knapp 70 km nördlich der Stadt Alapajewsk östlich des Ural, zu beiden Seiten des Flusses Tagil.
Machnjowo ist Verwaltungszentrum des „Munizipalen Gebildes“ Machnjowskoje munizipalnoje obrasowanije mit dem Status eines Stadtkreises, zu dem insgesamt 39 Dörfer und ländliche Siedlungen gehören. Die Siedlung ist gemeindefrei, da es die entsprechende Verwaltungsebene (hier Stadtgemeinde/gorodskoje posselenije), wie in Russland in Stadtkreisen üblich, nicht gibt.

## Geschichte
Der Ort geht auf eine Pferde- und Poststation (jam) zurück, die 1624 an der Babinowstraße (Babinowskaja doroga) über Werchoturje eingerichtet wurde, der von ihrer Eröffnung 1597 bis zur Einrichtung des Sibirischen Traktes ab 1730 wichtigsten Verbindung zwischen dem europäischen Teil Russlands und Sibirien.
1923 wurde Machnjowo Verwaltungssitz eines nach ihm benannten Rajons, der 1963 aufgelöst und dem Alapajewski rajon angeschlossen wurde. Seit 1968 besaß Machnjowo den Status einer Siedlung städtischen Typs. Im Juli 2004 wurde der Ort in ein Dorf umgewandelt, aber bereits im Oktober 2007 wieder zu einer Siedlung städtischen Typs erhoben, im Zusammenhang mit der geplanten Ausgliederung eines Stadtkreises mit Sitz in Machnjowo, die zum 1. Januar 2009 vollzogen wurde.

### Bevölkerungsentwicklung
| Jahr | Einwohner |
| ---- | --------- |
| 1869 | 352       |
| 1939 | 819       |
| 1959 | 1712      |
| 1970 | 3067      |
| 1979 | 3813      |
| 1989 | 4233      |
| 2002 | 3750      |
| 2010 | 3399      |

Anmerkung: ab 1939 Volkszählungsdaten

## Verkehr
Nach Machnjowo führt die Regionalstraße 65K-0111 von Werchnjaja Sinjatschicha bei Alapajewsk, wo Anschluss in Richtung Nischni Tagil und Irbit besteht. Von Machnjowo führt die Straße weiter das rechte Ufer des Tagil hinab bis zum etwa 50 km entfernten Dorf Bolotowskoje.
Am östlichen Rand der Siedlung befindet sich die Station Jersowka bei Kilometer 172 der auf diesem Abschnitt 1947 eröffneten Eisenbahnstrecke Serow – Soswa – Alapajewsk.